# Thrypticus nigriseta
Thrypticus nigriseta är en tvåvingeart som beskrevs av Van Duzee 1931. Thrypticus nigriseta ingår i släktet Thrypticus och familjen styltflugor. Inga underarter finns listade i Catalogue of Life.